# Tuberta maerens
Tuberta maerens là một loài nhện trong họ Hahniidae. Chúng được miêu tả năm 1863 bởi Octavius Pickard-Cambridge.